# Вегар Геденстад
Вегар Егген Геденстад (норв. Vegar Eggen Hedenstad, нар. 26 червня 1991, Ельверум) — норвезький футболіст, захисник клубу «Фатіх Карагюмрюк».

## Клубна кар'єра
Геденстад народився в Ельверумі і почав кар'єру в місцевому однойменному клубі. У 2006 році він дебютував за дорослу команду в третьому дивізіоні чемпіонату Норвегії у віці 14 років і був наймолодшим футболістом в дорослій команді. У віці 16 років Вегар сподобався тренеру «Хам-Кама» під час товариського матчу команд. Але Геденстад відмовився від пропозиції і підписав контракт зі «Стабеком» в 2008 році .

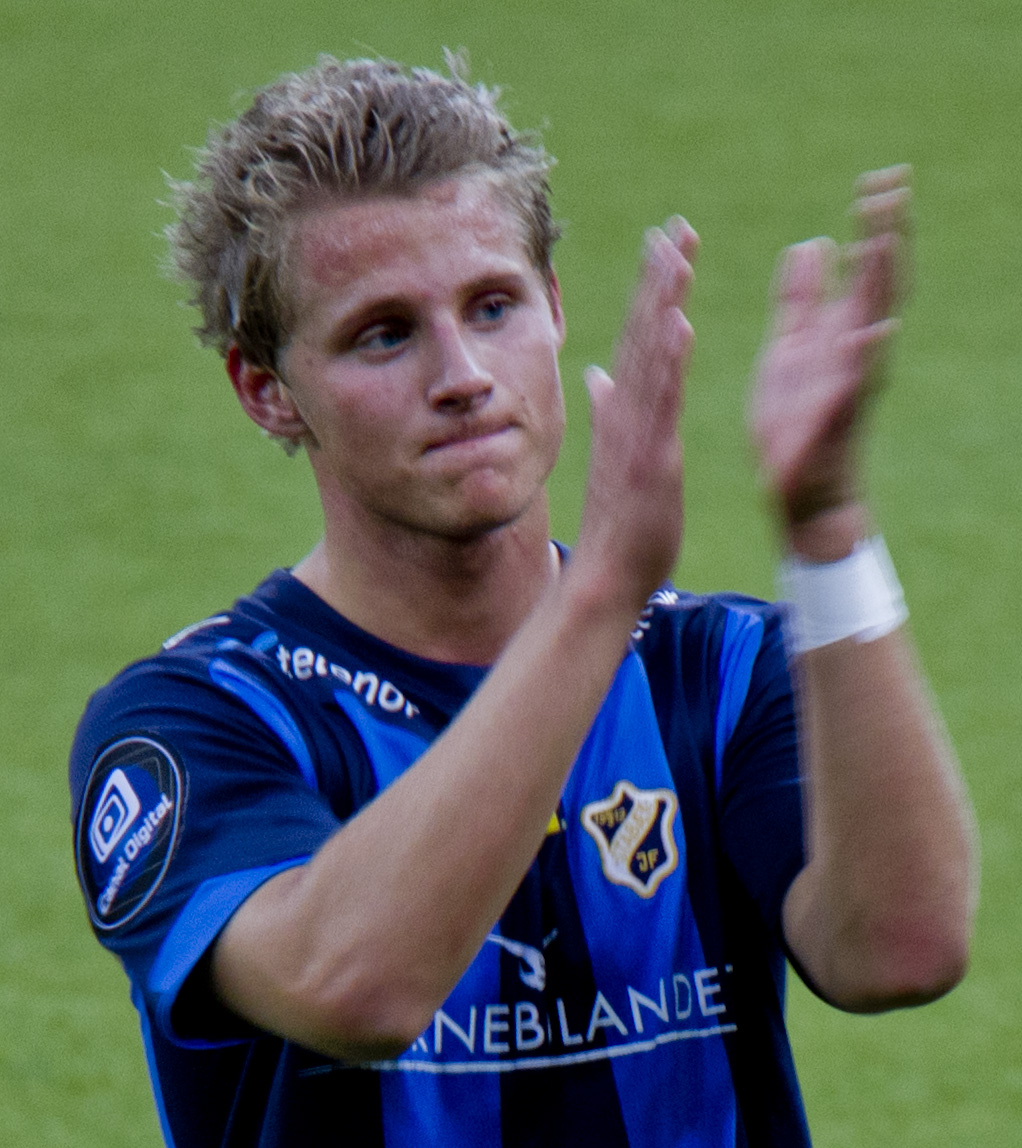
Геденстад в поєдинку за «Стабек». 2011 рік.

7 червня в матчі проти «Стремсгодсета» він дебютував за новий клуб у Тіппелізі. Всього в першому сезоні він взяв участь у трьох матчах. У 2009 році Вегар поступово закріпився в складі і виграв разом з клубом чемпіонат і Суперкубок Норвегії. 3 березня 2010 року в матчі проти «Олесунна» він забив свій перший гол за клуб.
17 липня 2012 року Геденстад підписав чотирирічний контракт з німецьким «Фрайбургом». Він став другим вихованцем «Ельверума» у Бундеслізі після Терйо Олсена, який виступав за леверкузенський «Баєр 04» у 80-х роках. На початку товариського матчу передсезонного турніру проти віденської «Аустрії», Вегар отримав травму, через яку пропустив передсезонну підготовку. 1 вересня в матчі проти «Баєра 04» він дебютував за новий клуб у чемпіонаті Німеччини.
Не закріпившись у новій команді, для отримання ігрової практики Вегар на правах оренди перейшов у брауншвейгський «Айнтрахт». 1 серпня в матчі проти дюссельдорфської «Фортуни» він дебютував за нову команду. 9 листопада в поєдинку проти «Ерцгебірге Ауе» Геденстад забив свій перший гол за «Айнтрахт».
Після повернення з оренди Вегар зіграв кілька матчів і влітку 2016 року перейшов в «Санкт-Паулі». 8 серпня в матчі проти «Штутгарта» він дебютував за нову команду.
На початку 2017 року Геденстад повернувся на батьківщину, підписавши контракт з «Русенборгом». 2 квітня в матчі проти «Одда» він дебютував за нову команду. У тому ж році Вегар став володарем Суперкубка Норвегії. Станом на 26 квітня 2018 року відіграв за команду з Тронгейма 33 матчі в національному чемпіонаті.

## Виступи за збірні
2006 року дебютував у складі юнацької збірної Норвегії, взяв участь у 37 іграх на юнацькому рівні, відзначившись 4 забитими голами.
Протягом 2010—2013 років залучався до складу молодіжної збірної Норвегії. В червні 2013 року Геденстад був включений в заявку на молодіжний чемпіонат Європи у Ізраїлі, дійшовши з командою до півфіналу і зігравши три матчі проти збірних Ізраїлю, Іспанії та Італії. На молодіжному рівні зіграв у 24 офіційних матчах.
14 листопада 2012 року в товариському матчі проти збірної Угорщини Вегар дебютував за збірної Норвегії.
| Дата       | Місто    | Господарі      | Результат | Гості    | Турнір           | Голи | Примітки |
| ---------- | -------- | -------------- | --------- | -------- | ---------------- | ---- | -------- |
| 15-1-2012  | Бангкок  | Данія          | 1 – 1     | Норвегія | товариський матч | -    |          |
| 21-1-2012  | Бангкок  | Південна Корея | 3 – 0     | Норвегія | товариський матч | -    |          |
| 14-11-2012 | Будапешт | Угорщина       | 0 – 2     | Норвегія | товариський матч | -    |          |
| 6-2-2013   | Севілья  | Україна        | 2 – 0     | Норвегія | товариський матч | -    |          |
| Усього     |          | Матчів         | 4         |          | Голів            | 0    |          |

## Титули і досягнення
- Чемпіон Норвегії (3):

«Стабек»: 2008
«Русенборг»: 2017, 2018
- Володар Кубка Норвегії (1):

«Русенборг»: 2018
- Володар Суперкубка Норвегії (3):

«Стабек»: 2009
«Русенборг»: 2017, 2018